# Jaapiella cirsiicola
Jaapiella cirsiicola är en tvåvingeart som beskrevs av Rubsaamen 1916. Jaapiella cirsiicola ingår i släktet Jaapiella och familjen gallmyggor. Inga underarter finns listade i Catalogue of Life.